# Roberto Galicia
Roberto Galicia (Ahuachapán, 22 de diciembre de 1945) es un pintor salvadoreño. Ha fungido en los cargos de director del Consejo Nacional para la Cultura y el Arte, y director ejecutivo del Museo de Arte de El Salvador.
Comenzó sus estudios de dibujo y pintura el año 1955 en su ciudad natal Ahuachapán, así como en Santa Ana. También pasó por la escuela de Arquitectura de la Universidad de El Salvador. Cuenta como su mentor al artista Carlos Cañas quien le guio en las diversas expresiones del arte, para mejorar su formación.
Ha estado presente en numerosas exposiciones a nivel nacional como internacional, y ha recibido reconocimientos como la Orden de las Artes y las Letras de Francia; y el título de Hijo meritísimo de Ahuachapán.
De acuerdo al pintor dominicano Fernando Ureña Rib:

«Roberto Galicia es uno de los pilares del arte salvadoreño de hoy. Como pintor, cultiva el tratamiento afinado de las superficies, rugosas, dobladas, alisadas o desgarradas por la erosión o la pátina del tiempo. Se trata de pliegos, iluminados generalmente sobre fondos oscuros, estropeados por el uso, salpicados, o cuidadosamente dispuestos sobre un cordel.»